# Emerson, Lake & Powell (album)
| Recensione | Giudizio |
| ---------- | -------- |
| AllMusic   |          |

Emerson, Lake & Powell è l'unico album in studio dell'omonimo gruppo musicale britannico, pubblicato dalla Polydor il 19 maggio 1986 negli Stati Uniti, e "risulta tra i dischi più genuinamente prog di tutta la decade ‘80", nonché un disco "di pregevole fattura, molto progressive, in cui spiccano i brani The Score, The Miracle e la rivisitazione del classico Mars (The Bringer Of War) del compositore inglese Gustav Holst." La storia del sodalizio tra Emerson e Lake non riguarda quindi solo gli anni '70 o i '90, "ma ha 'colorato' anche gli anni ottanta, quando Cozy Powell rimpiazzò Palmer, dimostrando freschezza compositiva".

## Il disco
The Score è il brano di apertura dell’album, che - pur richiamandosi al passato di EL&P - coniuga il sound alla diversa realtà musicale degli anni ’80. Dopo una intro martellante, ben presto si impone la sonorità ipnotica degli ottoni ricavata dallo Yamaha GX-1, che annuncia il tema principale costruito su una marcia militare, con contaminazioni in chiave rock-boogie, sul solco della tradizione di Fanfare for the Common Man.
Learning to Fly è una canzone di durata più contenuta, ma dall’incedere molto dinamico e dai ritmi solari a cui si succedono le tenebrose atmosfere di The Miracle. Anche qui, come nella traccia di apertura, dominano le sonorità degli ottoni, anche se complessivamente circondate da un variegato alternarsi di sovrapposizioni orchestrali. Rispetto a The Score l’atmosfera si fa più grave e oscura, in sintonia con un testo che si adatta perfettamente al clima apocalittico.
Touch and go costituisce "la smash hit del disco", basata su una melodia popolare del XVI° secolo intitolata Lovely Joan, già ripresa da altri compositori accademici, come Vaughan Williams in Fantasia on Greensleeves, nonché da gruppi pop/folk, come i Folkal Point nel 1972. Con la versione di EL&Powell questa danza bucolica si trasforma in un potente riff hard-rock che ha il compito di fare da traino all’album nelle classifiche; il video alterna immagini del trio con quelle di operai in una fonderia: tra scintille, colate di metallo e forni surriscaldati.
Love Blind potrebbe essere considerato un diretto discendente della vena più romantica di EL&P, tuttavia le cupe sonorità, il drumming in primo piano e le improvvisazioni di synth lo pongono in un mondo a parte, rispetto a quelli più edulcorati di Love Beach, lavoro che aveva coinciso con lo scioglimento di EL&P.
Una caratteristica che distingueva EL&P da molte delle progressive-rock band degli anni’70 era l’amore per il jazz, che occasionalmente diventava il protagonista delle loro avventure musicali. Nella reincarnazione con Cozy Powell questo elemento diventa marginale, eppure Emerson non rinuncia a introdurre qualche elemento jazz in Step Aside, una ballata dalle sfumature noir, cariche di tensione, dove il pianoforte gioca un ruolo fondamentale.
In Lay down Your Guns, si materializza una ballata antimilitarista rimarcata da una performance vocale di Lake, in cui il cantante "sfodera un'interpretazione superlativa". Nonostante l’atmosfera più distesa e positiva rispetto al resto dell’album, dopo un climax corale, la chiusura si trasforma in una variazione dissonante sul tema principale, che prelude a un brusco ritorno alla realtà, materializzato nella rievocazione, nel brano successivo, di un classico della musica contemporanea: Mars the Bringer of War. Tratto da una delle opere più famose di Gustav Holst, il primo movimento della suite I Pianeti già nella versione originale presentava un incedere devastante e inesorabile, nell’evocazione di una battaglia di immense proporzioni. Lo stesso Cozy Powell ricorda che fu lui a dare l’input a Emerson per rifare questo classico, avendolo usato come base registrata durante gli assoli di batteria in tour con i Whitesnake; davanti alla proposta Emerson in un primo momento rimase perplesso, ritenendo troppo scontata una “cover” sinfonica, in quanto avrebbe potuto essere vista come un cliché di EL&P, ma decise comunque di affrontare la partitura. Rispetto all’approccio degli anni ’60-’70 la differenza principale è che allora Emerson lavorava in “estensione” ossia inserendo variazioni e parti modificate, in questo caso invece ha più semplicemente esaltato il parossismo di un brano già altamente drammatico. Cozy Powell commentò: "Keith disse che gli sarebbe piaciuto suonarlo. Lo imparò in pochi minuti. Ti fa star male, vero? Perché usare una registrazione quando Keith è in grado di suonarlo?".
Le bonus tracks, venute alla luce in successive edizioni su cd, sono Vacant Possession, una ballata con venature malinconiche in cui gli autori creano chiaroscuri di forte contrasto tra sezioni più leggere ed altre più solenni, e The Locomotion, una traccia nata durante le prove e messa come bonus già nel 12" di "Touch and Go". L’aspetto da segnalare su quest'ultimo brano è l'accostamento tra la melodia leggera e ballabile del classico pop di Carole King e Gerry Goffin a una cosa diametralmente opposta, il lugubre e dissonante pezzo sinfonico Pacific 231 del compositore Arthur Honegger (1924). Il risultato divide gli ascoltatori tra coloro che si stupiscono del mancato inserimento del brano nell'album e chi lo ritiene niente più che un simpatico divertissment.

## Tracce
Tutti i brani sono di Keith Emerson (per le musiche) e Greg Lake (per i testi), tranne dove indicato.

### LP originale
Lato A
1. The Score – 9:10
2. Learning to Fly – 3:52
3. The Miracle – 7:04

Lato B
1. Touch and Go – 3:42
2. Love Blind – 3:11
3. Step Aside – 3:48
4. Lay Down Your Guns – 4:24 – paroliere originale: Steve Gould; modifiche al testo: Greg Lake
5. Mars, the Bringer of War (dalla suite I pianeti) – 7:51 (musica: Gustav Holst) – arr. Emerson-Lake-Powell

### Versione su CD (ristampa)
Tracce standard
1. The Score – 9:10
2. Learning to Fly – 3:52
3. The Miracle – 7:04
4. Touch and Go – 3:42
5. Love Blind – 3:11
6. Step Aside – 3:48
7. Lay Down Your Guns – 4:24
8. Mars, the Bringer of War – 7:51

Tracce bonus
1. The Loco-motion – 4:41 (Goffin-King) – Versione strumentale
2. Vacant Possession – 4:42

## Formazione

### Gruppo
- Keith Emerson - tastiere
- Greg Lake - basso, chitarre, voce
- Cozy Powell - batteria

### Produzione
- Tony Taverner e Greg Lake - produzione
- Greg Calbi - ingegnere di mastering (allo Sterling Sound di New York)
- Debra Bishop; Koppel & Scher - grafica

## La copertina
Il progetto grafico dell’album fu affidato allo studio statunitense Koppel & Scher, che decise di ispirarsi ad una pubblicità anni ’20 delle sigarette HB Haus Berg di stile futurista.
In precedenza però, l’allora studente di design Tom Kuhn, tedesco, aveva inviato alcuni suoi lavori grafici alla casa discografica del gruppo venendo successivamente contattato per lavorare alla copertina del disco, e sul titolo inizialmente previsto per l'album, “Science of Emotion”, aveva creato una copertina con un grande embrione sulla Skyline di New York recante un cavo di chitarra elettrica in luogo del cordone ombelicale. Kuhn ricevette il compenso pattuito di 1000 sterline ma all’uscita dell’album scoprì che era stato prescelto un altro studio grafico. Il nuovo logo che aveva creato fu comunque, con qualche adattamento, utilizzato durante il tour della band.
Secondo quanto riportato nel febbraio 1991 da una fanzine dedicata a ELP, "Una diversa copertina era stata originariamente preparata per il disco. La compagnia Image Advertising aveva predisposto una cover che combinava un disegno e una foto che mostrava un uomo in una piazza in cui erano presenti tre schermi. Ognuno degli schermi aveva un'immagine differente e l'uomo sembrava in procinto di prendere una decisione. In prima battuta Keith Emerson aveva approvato la proposta, ma poi cambiò idea pensando che risultasse troppo in stile anni Settanta".
Da menzionare, inoltre, che nel libro di H.R. Giger intitolato "Biomechanics” (Edition C, 1988), sono riportate dieci tavole dell’autore svizzero di varie dimensioni e schizzi risalenti al 1986. Nel libro egli dichiara di non essere mai stato pagato per queste opere, una delle quali fu però utilizzata nel 1998 come copertina di “Then & Now” di Emerson, Lake & Palmer. Non è chiaro se il lavoro era stato preparato per il possibile secondo disco di Emerson, Lake and Powell oppure per una eventuale reunion di Emerson, Lake and Palmer.

## Accoglienza da parte della stampa italiana
Nonostante il disco fosse disponibile in Italia solo d'importazione, diverse riviste hanno pubblicato recensioni all'epoca della sua uscita (talvolta all'interno di articoli retrospettivi su EL&P). Il celebre giornalista Beppe Riva sulla pagine di Rockerilla (luglio 1986) e della rivista trimestrale Hard 'n' Heavy si spende in lodi convinte, affermando in particolare che il disco "è certamente un evento memorabile in questi nostalgici mid-Eighties. Grandi tracce come "The Score", "The Miracle" e l'irresistibile singolo "Touch & Go" sottolineano la ritrovata vena di Emerson e Lake", mentre un altro celebre giornalista, Giancarlo Trombetti (di lì a poco capo-redattore di Metal Shock, poi responsabile di Videomusic e molto altro ancora), su Tutti Frutti del 1º agosto 1986 sottolinea che: "Se al primo ascolto può spiccare su tutto quella "Touch and Go" destinata a priori a fare da gancio di traino per l'intero 33, non è poi così difficile soffermarsi sulla liquida liricità della voce di Lake in piccole gemme come "Lay Down Your Guns" che rinnova sensazioni sopite da quasi quindici anni... oppure, ancora, è impossibile non riconoscere in "The Score" o in "The Miracle" i momenti migliori dell'Emerson di "Tarkus" o di "Trilogy"". Più contenuti, invece, ma evidenti gli apprezzamenti di Stefano Bonagura (una lunga esperienza come giornalista e dj radiofonico, iniziata nel 1980 sulle pagine de La Repubblica) sulle colonne di Rockstar dell'agosto 1986, il quale assegna al disco il voto 6,5/10 e conclude scrivendo che "(...) la classe vera non è acqua e quando Emerson e Lake si rimettono a scrivere sul serio insieme può ancora venire fuori qualcosa di buono. I vecchi fans gioiranno, i nuovi finalmente scopriranno chi ha inventato certi suoni che negli ultimi anni sono stati sviliti da gruppi di seconda o terza categoria". Nel numero di Ciao 2001 datato 25 luglio 1986, Marco Lucchi si concentra anche sugli aspetti strumentali e compositivi rilevando che "Emerson ha in parte abbandonato le sue vorticose scale all'Hammond per dedicarsi ad un lavoro di accordi e rifiniture forse meno appariscente che in passato ma tecnicamente altrettanto ineccepibile. (...) la voce di Greg Lake è sempre straordinariamente calda ed ispirata e i suoi testi si completano con la musica scritta da Emerson in una perfetta simbiosi. Le uniche perplessità le solleva Cozy Powell; il suo stile è infatti troppo distante da quello di Palmer". Sempre su Ciao 2001, questa volta datato 22 agosto 1986, A.St. sostanzialmente demolisce il disco chiudendo con la frase "Forse bisognerebbe ricordare a EL&P che siamo nel 1986". Invece su Music Settembre 1986 M.L. si esprime convintamente a favore della qualità del disco specificando che "Ci troviamo di fronte ad un eccellente album, anche se non vengono mai raggiunti i vertici passati, ma i tre sembrano più misurati, non c'è la voglia di strafare che fruttò più d'una critica; i virtuosismi di Emerson sono solo un ricordo, mentre il gusto per arrangiamenti elaborati è rimasto, e i vecchi suoni si uniscono a quelli che le nuove tecnologie possono offrire." Di un disco di "alto livello" parla Tommaso Ridolfi sulle pagine della celebre fanzine "Paperlate", sottolineando che ELP "oltre ad aver confermato di essere ancora i maestri del "techno-rock" (e nessuno lo aveva messo in dubbio), hanno aggiunto quel pizzico di fantasia e di freschezza che serviva per uscire nel 1986 con un disco di alto livello".

## Dati sulle vendite
Intorno al mese di ottobre 1986 le vendite negli Stati Uniti ammontavano a circa 350.000 unità, mentre l'11 settembre 1986 Music Canada certifica l'album come disco d'oro per avere superato le 50.000 copie vendute.

## Raccolte di vari artisti
- Touch and Go è stato incluso nelle raccolte The Rock Album (1986, K-Tel), Smash Hits (1986, Polystar), IX Aniversario Stereo Cien (1986, Polygram), Rocker's (1987, Mercury), Favourites in Originals (1988, Polydor), Progressive Legends (2006, Universal Music), Listen! Listen! (2008, Universal Music), Pure Rock (2009, Universal Music), Wondrous Stories: A Complete Introduction To Progressive Rock (2010, Universal Music), MacGruber (colonna sonora originale) (2010, Relativity), Perły Z Listy Przebojów Programu Trzeciego (2012, Polskie Radio)
- Lay Down Your Guns è presente nelle antologie Slow Rock (1987, Polygram) e Long Play Para Difusion (1987, Polygram, promo)
- Love Blind appare nella compilation 17 Top Hits 1987 (1987, Polystar)
- The Score è contenuta ne Il Grande Rock: Fireworks (2000, De Agostini) e nel triplo cd New Japan Pro-Wrestling 40th Anniversary Raising An Army (2012, King Record)

## Cover
- Il cantante Michael Kwan, nato ad Hong Kong nel 1949, ha registrato nel 1986 una cover di Touch and Go, contenuta nel disco 啟示  pubblicato dalla EMI. Il brano ha un nuovo testo ed un nuovo titolo: 路, che significa "strada".
- Il gruppo Kings ha registrato una versione accorciata di The Score (41 secondi), corrispondente alla sigla del programma della tv giapponese dedicato al wrestling, e contenuta nel disco New Japan Pro-Wrestling (1991, King Record).
- Emerson, Lake and Palmer hanno inciso nel 1993 una versione di Touch and Go, che è inclusa nel box set The Return of the Manticore. Una versione di questa cover col testo riadattato è stata utilizzata dalla rete ABC come sigla della trasmissione Monday Night Football alla fine del 1993, con incluse immagini del gruppo.
- Nel disco Cozy Powell Forever (Cozy Powell Tribute) pubblicato nel 1998 è contenuta una cover di The Score suonata da Koichi Terasawa (basso), Munetaka Higuchi (batteria) e Rei Atsumi (tastiere).
- Il batterista giapponese Katsutoshi Murakami ha pubblicato nel 2004 per l'etichetta Nexus, col nome Cozy Murakami Project, un cd tributo a Cozy Powell intitolato Soul Bound: Dedicated To Cozy Powell, che contiene una cover del brano The Score.

## Curiosità
- Il brano Touch and Go è stato utilizzato nella colonna sonora del film MacGruber uscito nel 2010.
- Il disco in versione vinile è stato pubblicato ufficialmente anche in Unione Sovietica su etichetta Melodija nel 1987 e più volte ristampato negli anni successivi.
- Nell'antologia doppia dedicata a Greg Lake intitolata The Greg Lake Retrospective - From The Beginning e pubblicata nel 1997 sono contenute ben due tracce dell'album Emerson, Lake and Powell, precisamente Touch and Go e Lay Down Your Guns.
- Nell'antologia dedicata a Keith Emerson intitolata Hammer It Out e pubblicata nel 2005 è contenuto il brano The Locomotion.
- Il brano “The Score” è stato per anni la sigla di apertura del programma della tv giapponese dedicato al wrestling New Japan Pro-Wrestling.
- Il disco è stato citato tra i loro preferiti del 1986 dal gruppo Europe[10].
- In alcuni bootleg si possono ascoltare le tracce demo di Learning To Fly e Lay Down Your Guns suonate con il batterista Tony Beard.
- I brani The Score, Learning To Fly e Lay Down Your Guns erano già stati incisi in versioni demo da Keith Emerson prima di riprendere i contatti con Greg Lake. Esistono, in particolare, versioni di Learning To Fly e Lay Down Your Guns cantate da Roger Daltrey (che all'epoca abitava a poche miglia dalla casa di Emerson nel Sussex).